# Konjska kiselica
Konjska kiselica (Konjski štavelj, kovrčava kiselica, lat. Rumex crispus) je biljka iz porodice Polygonaceae, udomaćena u Europi i zapadnoj Aziji

## Opis
Odrasla je biljka crveno smeđe boje i visine oko 1 metar. Ima glatke listove koji niču iz prizemne rozete, te imaju tipično valovit odnosno kovrčav rub. Sjemenke su sjajno smeđe, korijen biljke je velik, viličasto razgranat, žute boje.

## Stanište i   raširenost
Raste uz puteve, u poljima, na zapuštenom zemljištu. Voli bogato, vlažno i teško tlo.

## Sastav
Korijen sadrži antraglikozide, krizofane i brasidinsku kiselinu, tanine (4-11%), smolu, željezo, kalcij oksalat, vitamin K.

## Uporaba i otrovnost
Mladi se listovi mogu upotrebljavati kao povrće. Bogati su vitaminima A i C i mineralima. Odrasla je biljka vrlo gorka, te sadrži dosta oksalne kiseline pa može povisiti opasnost od stvaranja bubrežnih kamenaca. S obzirom na rečeno niti mladu biljku ne smije se jesti u većoj količini.
Biljka djeluje kao blagi laksativ(korijen). Sjemenke pak zatvaraju. Može se primjenjivati za liječenje raznih bolesti kože.
Od korijena se mogu prirediti žuto, tamno zeleno do smeđeg i sivog bojila za tkaninu, nije potrebno sredstvo za fiksiranje boje.

## Vanjske poveznice
- PFAF Database Rumex Crispus